# Stereohypnum stigmopyxis
Stereohypnum stigmopyxis là một loài Rêu trong họ Hypnaceae. Loài này được (Müll. Hal.) Herzog mô tả khoa học đầu tiên năm 1909.